# 中川えり子
中川 えり子（なかがわ えりこ、1963年12月6日-)は、日本の元AV女優。

## 略歴
- 1985年、三橋江梨子名義で出演したにっかつの成人映画『団地妻ONANIE』でデビュー[1]。
- デビューのきっかけは上京後、 女友達からの勧めだったことを後に雑誌のインタビューで明かしている[2]。
- 『団地妻ONANIE』出演後ビデオに転向[1]。以降、アダルトビデオ、映画、舞台と幅広い活動を続けていく。
- 1986年のアダルトビデオで売り上げランキング1位となった[1]。

## 人物
- ほがらかで人懐っこい性格だったようだ。[3][4]
- 自身の性格を評して曰く「何も考えない方です。明るい方じゃないかしら。」[2]
- 趣味は音楽と車の運転。[5][6]

## 作品

### 映画

#### 三橋江梨子名義
- 団地妻ONANIE[7]（製作：アクトレス、配給：にっかつ） （76分 1985年6月29日公開）監督：奥出哲雄、共演：神谷良江、上原和子[8]、デビュー作[9]、ビデオ有り[10]、復刻版DVD有り

#### 佐藤えり子名義
- ミス18才 えり子の本番（製作：青年群像、配給：新東宝）（62分 1985年7月13日公開）[11][12][13]共演：榊ゆう子、梶裕美、[14][15]ビデオ有り[16][17]

#### 中川絵里名義
- ザ・本番 女子大生編（製作：ビデオマガジン、配給：にっかつ）（66分 1986年2月1日公開）共演：中沢慶子、加賀恵子[18]、ビデオ有り[19]

#### 中川えり子名義
- 死霊の罠（ジョイパックフィルム配給）（1988年5月14日公開）主演：小野みゆき、共演：小林ひとみ、桂木文 他、ビデオ(廃盤)･DVD(2002年6月23日)販売元:JHV

監督:池田敏春 脚本:石井隆 特殊メイク:若狭新一 

### アダルトビデオ
各ビデオの発売日は、主に月刊誌の情報によっている。（発売作品リストの発売予定日、過去作品リストの発売日など）

発売日の記載が参考文献（＝主に月刊誌）の作品情報になかったものは、月刊誌の発売日から推測した。そのため、月、日は書けなかった。

以上から、発売日については、100パーセント確実とは言えないものが多い。

#### 桐島恵名義
- 愛奴恵・K（アートビデオ）（60分 1985年11月29日発売）[21][22]
- 浣腸・ビザール・奈落の官能 2（アートビデオ A-0015）（60分 1986年）※「愛奴恵・K/桐島恵」「秘炎奴2/秋野真理子」を収録

#### 中川エリコ名義
1985年
- 新・ゆりの女たち 青木祐子のレスビアンズ（SHOWA）（60分 1985年12月15日発売）[23]共演：青木祐子

1986年
- エリコ 刻んで犯して（アリスジャパン）（60分 1986年3月10日発売）[24][25][22][26]
- 初体験シリーズ Vol.2 エリコのお・し・り（スキャンダル）（45分 1986年3月18日発売）[27][28][29][30]
- 新ゆりの女たち シスターLvs愛奴恵K（SHOWA）（60分 1986年3月29日発売）[31][32]共演：比野由美子（菊池エリ）[33]
- セクシーアイドルERIKO春一番（ワイエム企画）（30分 1986年4月11日発売）[34][35]

#### 中川絵里名義
1986年
- えりの口でもあそこでも（ダイプロ）（40分 1986年1月10日発売）[36][37][38][39]
- あなたを忘れない 絵里（宇宙企画）（30分 1986年1月23日発売）[40]レーザーディスク有り[41]
- 女体解剖実験室ライブ 中川絵里編（ダイプロ）（45分 1986年3月31日発売）[27][42][43][32][44][45]
- 中川えりのしゃぶらせて（D-TIME 45）（60分 1986年4月5日発売）[46][47][48][49]
- くわえ上手（現映社）（30分 1986年5月10日発売）[50][51][31][52]
- The Best of D・TIME-45 お・し・ゃ・ぶ・りシスターズ（アニー（シネマジック））（60分 1986年5月中旬発売）[51][53]通販レーベルの総集編[54]　共演：青山麗、菊池エリ
- ふくまんの美女　Fukuman VOL.1（ダイプロ）（40分 1986年10月6日発売）既発売VDの編集版[54]　共演：真堂ありさ、大友由香、峰麗子 全4名 [55][56]
- ロマンス 開脚好き好き（ダイプロ AR-26）（30分 1986年11月10日発売）[57]

1989年
- お口の恋人　マウスペット（東京ソフト）（30分 1989年発売）＊「くわえ上手」の再発もの

発売年不明
- The Best of 中川絵里（MCレイティング）（60分 発売日不明）

#### 中川えり子名義
1985年
- えり子の本番 今度は入れたまま（KUKI）（40分 1985年12月6日発売）[21][31][58]

1986年
- えり子の本番PART2 お尻をふっておねだり（KUKI）（40分 1986年4月30日発売）[59][60][61][62]
- 美人VIDEO館 	えり子、冬に。（KUKI）（40分 1986年12月15日発売）[63][64][65]
- 本番タイトルマッチ（正和）（45分 1986年発売）共演：横山美奈子

1987年
- 背徳のタンゴ えり子（KUKI）（45分 1987年3月31日発売）[66][67][31][68][69]
- 私生活（KUKI）（45分 1987年6月30日発売）[70][31]
- 夢物語り（KUKI）（45分 1987年10月15日発売）[71]
- フラッシュバック3　中川えり子（アリスジャパン）（60分 1987年11月15日発売）[67][71][31][72]
- 媚態 中川えり子（VIP）（45分 1987年11月28日発売）[73][74][31]
- 夢占い（KUKI）（45分 1987年12月12日発売）[75][31]

1988年
- 淑女 中川えり子（アリスジャパン）（60分 1988年1月5日発売）[76]
- 栗と栗鼠のお話し（VIP）（60分 1988年5月13日発売）共演：高杉レイ[77][78][79]
- ザ・バイブル（アリスジャパン）（60分 1988年6月15日発売）[80][81]
- 兄嫁の下着（マドンナ社）（30分 1988年7月30日発売）
- 私のめしべを濡れさせて（デュークコーポレーション DU-007）（60分 1988年発売）共演：高杉レイ＊「栗と栗鼠のお話し」の再発もの

### アダルトビデオ（編集もの、BESTもの、DVD ほか）
1987年
- セクシーギャル本番マガジン 三人娘 VOL.1 中川えり子・沢口久美・藤崎さや（VCA TFC-1019）（40分 1987年5月15日発売）共演：沢口久美、藤崎さや、他作品とのオムニバス？[82]
- 12人の本番中毒（KUKI）（60分 1987年7月23日発売）他作品とのオムニバス[83]
- 麗人図鑑 10人コレクションズ（ART VIDEO 1115）（60分 1987年発売）他出演：田口ゆかり、ほか 全10名 ＊オムニバス作品

1988年
- お上手ガール　中川えり子・愛川深雪（現映社）（1988年1月15日発売）共演：愛川深雪、他作品とのオムニバス ※「くわえ上手/中川えり子」「乗り上手/愛川深雪」を収録 [84]
- ハードコア･スペシャル 絶品淫花 ナント10人（現映社 SE-902）（60分 1988年発売）全10名 ＊オムニバス作品
- 危険に情事 2（KUKI）（1988年）他出演：舞坂ゆい 香坂由加梨 ほか 全6名

1989年
- Mr.Dと7人の女友達（シネマジック）（90分 1989年2月15日）他出演：山崎美和子、ほか 全7名 ＊オムニバス作品
- オールスター夢の性宴（VIP）梁川りお・御藤静・村上麗奈・中川えり子・星真琴 他 全9名（1989年7月21日）

1990年
- フラッシュバック ウルトラミックス 1（アリスJAPAN）全13名（1990年7月20日）

1992年
- お姉さまの味覚（Milky Way）（45分 1992年発売）＊「媚態 中川えり子」の再発もの

1994年
- AV10年史 1（VIP）（1994年1月17日）全13名
- トップ10 アイドルコレクション 2（二見書房/マドンナ社 MV-097）全10名（1994年1月25日）

2000年
- アトラスMEGAMIX 2（アトラス21 A00-101）全18名（2000年10月13日）VHS
  - アトラスMEGAMIX 2 極上の女神たち（アトラス21 AVD-052）全18名（2015年8月31日）DVD

2002年
- ぴあすBEST20（現映社）（120分 2002年4月12日発売）他出演：東清美、ほか多数＊オムニバス作品

2003年
- ノーカット4時間！！ 中川えり子（アリスJAPAN）（240分 2003年12月5日）※「エリコ刻んで犯して」「フラッシュバック3」「淑女」「ザ・バイブル」を収録

### ビデオ（その他）
- 危険に情事2（KUKI）（90分、1988年7月16日発売）[85]主演：舞坂ゆい、共演：デブラ・アゴスティ、香坂由加梨、東清美　他。中川えり子名義でスペシャルゲストとして出演。

### アニメーション
- 艶笑 日本昔ばなし（アリスジャパン）（30分、1988年5月25日発売）声優：中川えり子、前原祐子、藤沢まりの[86][87][88]

### 裏ビデオ
- エリも××見えちゃった（30分）中川絵里名義

- 解剖実験ライブ　中川絵里（中川えり子）[89]（43分、1999年10月上旬[90]）

### 舞台
- えり子 女優宣言（新宿 シアタートップス）（1987年7月25日,26日,27日上演）

## 書籍

### 写真集
- 雪化粧 中川絵里写真集 (美少女館シリーズ (24)) （英知出版 ）(1986年2月25日発行) ISBN 9784754210243
- マドンナメイト写真集 中川絵里（発行：マドンナ社　発売：二見書房）(1986年8月10日発行) 撮影:米本光穂 ISBN 9784576860893
- 美人写真館　えり子、冬に。（企画編集：KUKI　発売元：綜合図書）(1987年1月25日発行)
- セクシー アダルトビデオカタログ 小林ひとみ 蛇川まり子 北川聖良 中川えり子 ほか（近代映画社）(1987年3月20日発行)
- 背徳（綜合図書）(1987年8月10日発行)

### 雑誌
- アップル通信（三和出版）（1986年2月号）表紙、グラビア4ページ、ギャルズプロフィール1ページ
  - アップル通信（三和出版）（1986年3月号）女体解剖実験室8ページ
  - アップル通信（三和出版）（1988年6月号）AV美少女列伝3ページ（作品紹介＋グラビア）
- ビデオ・ザ・ワールド（白夜書房）（1986年3月号）奥出哲雄によるインタビュー4ページ
  - ビデオ・ザ・ワールド（白夜書房）（1986年6月号）「東良美季のビデオ監督日記「えり子の本番PART.2」」3ページ（撮影の合間の写真を多数掲載）
- S&Mマニア（三和出版）（1986年3月1日発行）グラビア8ページ
- S&Mマニア倶楽部VOL.2（三和出版）（1986年3月15日発行）表紙、グラビア13ページ
- 愛奴恋写館 春季号（三和出版）（1986年4月1日発行）表紙、グラビア7ページ
- GALS’S KISS（三和出版）（1986年4月号）グラビア5ページ、裏表紙
- オレンジ通信（東京三世社）（1987年1月号）インタビュー、作品リスト
  - オレンジ通信（東京三世社）（1987年9月号）舞台「女優宣言」舞台写真（小）
- GALSコレクション 1987年9月10日号（少年画報社）
- S&Mマニア倶楽部デラックスVOL.1（三和出版）（1987年12月15日発行）表紙、グラビア13ページ[91]
- ACTRESS アクトレス 1988年8月号（リイド社）

## カセットテープ
- マドンナメイトカセット　中川えり子 気がつけばジェラシー（発行：マドンナ社　発売：二見書房）(1987年12月15日発行)